# Raya Yarbrough

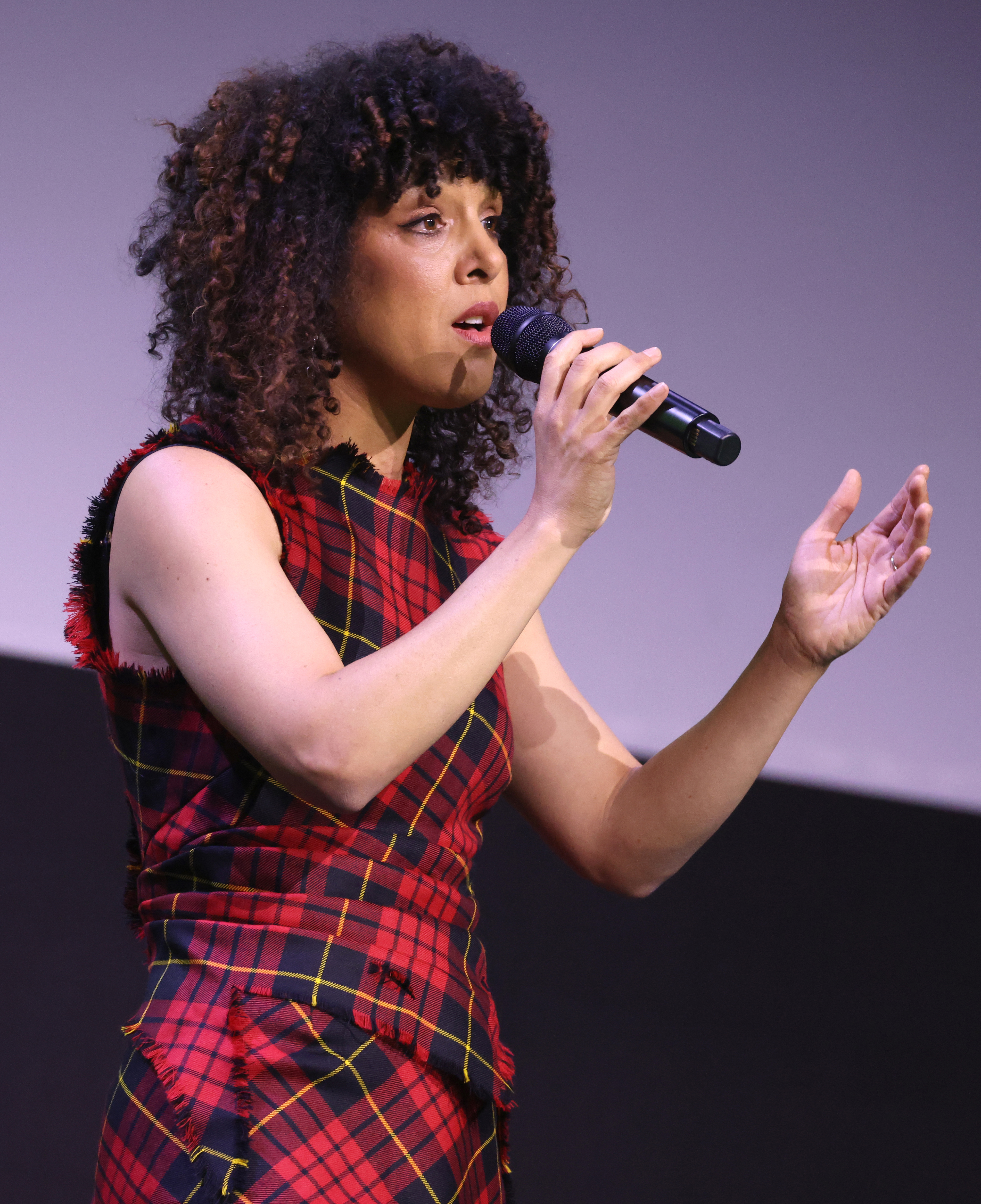
Raya Yarbrough (2025)

Raya Yarbrough (* 1979 in Los Angeles) ist eine US-amerikanische Songwriterin, Sängerin, Gitarristin und Pianistin. Internationale Bekanntheit erlangte sie durch den Soundtrack zur TV-Serie Battlestar Galactica. Sie ist die Tochter des Komponisten Martin Yarbrough.

## Biographie
Raya Yarbrough studierte an der Thornton School of Music der University of Southern California. Während ihres Studiums gewann sie den Quincy Jones Award, einen Preis für hervorragende Musik-Studenten, und ein Herb-Alpert-Stipendium.
Sie arbeitete u. a. an den Soundtracks zu Rest Stop 1 und der Folge Of Heartbreaks and Hotels der Fernseh-Serie 90210.
Ihre Mitarbeit an Battlestar Galactica begann in der Folge Pegasus der zweiten Staffel mit dem Lied Lords of Kobol. In der dritten Staffel sang sie in der Folge Occupation das Lied A Distant Sadness. Im Film Battlestar Galactica – The Plan sang sie das unbetitelte Lied im Abspann.
Ihre erste Solo-CD erschien am 26. Februar 2008 unter dem Titel Raya Yarbrough.
Sie ist mit dem Komponisten Bear McCreary verheiratet, mit welchem sie beim Soundtrack zu Battlestar Galactica und zahlreichen anderen Serien in der Folgezeit als Sängerin zusammenarbeitete, wie zum Beispiel von der Serie Outlander, wo die Titelmusik des Vorspanns The Skye Boat Song neu gecovert und von ihr gesanglich begleitet wird.